# Carlos Cruz-Diez

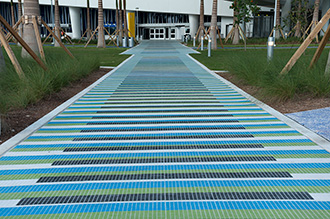
Chromatic induction in a double frequency, (Inducción cromática a doble frecuencia) (2012) en el Marlins Park de Miami, Estados Unidos. Dim: 1672,25 m².

Carlos Eduardo Cruz Díez (Caracas, Venezuela, 17 de agosto de 1923-París, Francia, 27 de julio de 2019)fue un artista venezolano reconocido dentro del movimiento del arte cinético. Vivió y trabajó en París desde 1960 hasta su fallecimiento.Cruz-Diez propuso concebir el color como una realidad autónoma que se desarrolla en el tiempo y en el espacio, sin ayuda de la forma o necesidad de soporte. Su trabajo abarca ocho investigaciones: Couleur Additive, Physichromie, Induction Chromatique, Chromointerférence, Transchromie, Chromosaturation, Chromoscope y Couleur à l’Espace.
Es uno de los principales personajes y de los representantes más destacados del arte cinético. Sus investigaciones han aportado un nuevo enfoque del fenómeno del color en el campo del arte, en particular mediante el desarrollo de la percepción del color.
 

Sus investigaciones, como teórico del color, basadas en tres situaciones cromáticas: sustractiva, aditiva y refleja, han dado lugar a un nuevo enfoque cognitivo del fenómeno del color, ampliando su campo de percepción. Cruz-Diez aprehende el color como una realidad autónoma que evoluciona en el espacio y el tiempo. Sus obras abstractas se definen por el uso del color y las líneas para crear la impresión de movimiento, y están expuestas en museos de todo el mundo, como el Museo de Arte Moderno de Nueva York, el Tate Modern de Londres, el Centro Georges Pompidou de París y el Museo de Bellas Artes de Caracas, entre otros.

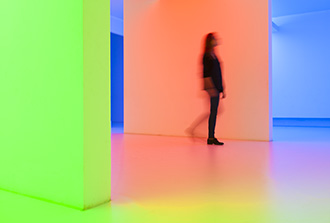
Chromosaturation (Cromosaturación) en la exposición "Dynamo. Un siècle de lumière et de mouvement dans l’art. 1913-2013", Galeries Nationales du Grand Palais, París, Francia, 2013

## Biografía

### Familia y Primeros años (1923-1943)
Carlos Eduardo Cruz-Diez nació el 17 de agosto de 1923 en La Pastora, Ciudad de Caracas, Venezuela. Hijo de Carlos Eduardo Cruz Lander, un químico y poeta de ascendencia canaria, y Mariana Diez Feo. Por parte de su madre, muchos personajes destacados de la historia post-colonial tanto de Suramérica como en el resto de las Américas se pueden encontrar en su árbol genealógico. Para empezar, Carlos era bisnieto del general Mariano Diez, que a pesar de haber nacido en El Seíbo, República Dominicana, contribuyó significativamente en la independencia de Venezuela, país que consideraría como su segunda patria. Uno de los hijos más reconocidos del general Diez (siendo este a la vez tío abuelo de Carlos), fue nada menos que Manuel Antonio Diez, vicepresidente de la república durante el mandato de Joaquín Crespo, 1884-1886.
A lo largo de su vida, Cruz-Diez desarrolló su investigación en sus talleres, que también son verdaderos espacios de vida para el artista y su familia, ya que siempre quiso combinar su vida diaria con su arte, refiriéndose a ellos como su "casa-taller".
“Mi proyecto de vida incluía la pintura y la familia al mismo tiempo”, escribió en su libro de memorias Vivir en arte. Recuerdos de lo que me acuerdo.

### El desarrollo de la obra de Cruz-Diez
Cuando era niño, Cruz-Diez quedaba fascinado por las proyecciones rojas sobre su camisa blanca, causadas por la luz del sol que atravesaba las botellas de cola en la planta de su padre. Estudió en el Colegio Atenas y seguidamente cursó el bachillerato en el Liceo Andrés Bello.

### 1940: Época de formación. La pintura social
Cruz-Diez inicia sus estudios en la escuela de Artes Plásticas y Artes Aplicadas de Caracas en 1940 donde descubrió lo que él llamó “despertar a la euforia del color". Allí recibe clases de destacados maestros, como Marcos Castillo, Luis Alfredo López Méndez y Juan Vicente Fabbiani.Allí se hizo amigo de Alejandro Otero y Jesús Rafael Soto, quienes más tarde se convertirían en sus pares en la abstracción geométrica y en los movimientos Op Art y Cinético, respectivamente. Egresa en 1945 con el título de profesor de Artes Aplicadas y Artes Manuales.
Entonces le interesa la obra de Francisco Narváez y Héctor Poleo. Mientras estudiaba, colaboraba con viñetas humorísticas para el diario La Esfera y la revista infantil Tricolor. Su pintura en ese momento se centraba en el realismo social.
Sin embargo, ya en este periodo formativo adquirió conciencia de la importancia del trabajo con el color. Aprendió de uno de sus maestros, Rafael Ramón González, a no pintar el color plano y evidente de los objetos sino a interpretar los matices que lo componen. Años más tarde profundizó en este precepto llegando a concretar uno de sus más grandes descubrimientos: apreciar que el color está en el espacio que nos rodea y que el punto radica en saber ver el color.
En 1944 trabaja como ilustrador y diseñador gráfico de la revista El Farol de la Creole Petroleum Corporation e ilustra también otras publicaciones. Realiza, asimismo, cómics para diversos periódicos venezolanos. Un año después, ya graduado, comenzó su trabajo como profesor de Pintura e Historia de las Artes en la Escuela de Artes Visuales y Artes Aplicadas en Caracas.
En 1946 es nombrado director creativo de la agencia publicitaria McCann-Erickson Venezuela y luego, en 1953, trabaja como  ilustrador del periódico El Nacional.
En esta época, el artista tuvo sus primeras preguntas sobre su futura trayectoria creativa. Estas reflexiones se centraban en la desigualdad social, la injusta condición económica que vivían muchos venezolanos. Un momento clave de esta época fue la exposición de Héctor Poleo en 1947 cuando regresó de México. Obras como Los tres comisarios (1943) o Paisaje de los Andes (1941) le descubrieron que la realidad social podía pintarse de otra manera, sin la pincelada cezanniana y también que era posible abordar otros temas distintos al paisaje, el desnudo o la naturaleza muerta. Comienza aquí una serie de pinturas como Adán el chichero, Las aguadoras, Techo, y muchas otras que tratan temas sociales y folklóricos.  

### 1950: La plataforma conceptual
A principios de los años 50, Cruz-Diez comenzó su carrera con el ideal de un arte comprometido, denunciando las injusticias sociales. Sin embargo, pronto se dio cuenta de que representar esos problemas no ofrecía una solución para ellos. Finalmente, comprendió que «el arte es una estructura compleja de comunicación, expresión, descubrimiento e invención» y empezó a explorar la percepción del color.
En 1951, al separarse de McCann-Erickson, se casa con Mirtha Delgado Lorenzo y comienza a trabajar como ilustrador para el diario El Nacional de Caracas. En 1954 comienza a interesarse por las corrientes abstractas y realiza una serie de proyectos para murales exteriores con elementos geométricos y ese mismo año presenta estos proyectos en el XV Salón Oficial (1954), los cuales producen comentarios de sorpresa por su conversión a la abstracción".
Entre 1954 y 1959, el trabajo de Cruz-Diez pasa por varias etapas de estudio: las Signos Vegetales (1955-1956); los Objetos Rítmicos Móviles (1956-1957); el Estudio de la percepción Óptica y la inestabilidad del plano (1956-1959). Al mismo, tiempo adelanta una intensa actividad de lecturas, investigaciones y reflexiones que lo llevan a enfocar su atención y centrar su trabajo alrededor del fenómeno cromático.
En 1955 reside durante un año y medio en El Masnou, Barcelona, España. Ese año viaja a París y visita la exposición Le Mouvement en la Galerie Denise René, donde participa su amigo Jesús Rafael Soto. Este viaje inspira una nueva dirección para Carlos Cruz-Diez.  Al año siguiente, expone en la Galería Buchholz de Madrid las series de Signos Vegetales y de Objetos Rítmicos Móviles. Luego de breves viajes a Nueva York y a París en 1957, regresa a Caracas y funda el Estudio de Artes Visuales, dedicado al diseño gráfico e industrial. En 1959 realiza su primer Color Aditivo [Couleur Additive] y la primera Fisicromía [Physichromie].
En 1959, la serie de Fisicromía de Cruz-Diez actualiza la premisa del artista de llevar el arte como realidad cromática autónoma al entorno del espectador. Las superficies de las Fisicromías están formadas por tiras coloreadas de cartón, aluminio o plexiglás ensambladas en dos niveles intercalados: uno plano y otro elevado. Los esquemas cromáticos producen una sensación de movimiento vibratorio que hace que los tonos de color se multipliquen en función de la posición y la distancia del espectador y del ángulo en que se refleja la luz, natural o artificial, del entorno.  La serie de pinturas geométricas de Cruz-Diez denominada Couleur Additive incluye la combinación de dos colores que dan la ilusión de un tercero.
Estas primeras obras fueron fundamentales para definir la trayectoria futura del artista. Cruz-Diez ya no denunciaba las injusticias sociales a través de la pintura figurativa, sino que desplegaba un nuevo medio de expresar la contemporaneidad al tiempo que mantenía el compromiso moral de servir a un público amplio.

### Mudanza a París y el Arte Cinético (1960-1995)
En 1960 Cruz Diez decide instalarse definitivamente en París con su familia. Al año siguiente participa en la exposición Bewogen Beweging en el Stedelijk Museum de Ámsterdam donde también colaboraron artistas como Allan Kaprow, Alexander Calder, Moholy-Nagy, Robert Rauschenberg, Jean Tinguely, Marcel Duchamp, Victor Vasarely, entre otros. En 1964, Cruz-Diez comienza a producir la serie de Induction Chromatique, y entre diciembre de ese año y febrero de 1965, participa en Le Mouvement 2.
En 1965 lo nombran Asesor en el Centro Cultural Noroit, en Arras (Francia) y ese mismo año participa en The Responsive Eye en el Museum of Modern Art de Nueva York, una exposición pionera para el movimiento de arte cinético.
En 1965, Cruz-Diez concibió su primer ambiente cromático, Laberinto de Descondicionamiento. Esta obra inmersiva se instaló en París, en el distrito de Saint-Germain-des-Près, con motivo del festival “Art dans la rue”.
En 1966, gana la III Bienal Americana de Arte de Córdoba, Argentina, y en 1967 lleva su Fisicromía 22 a la exposición Lumière et Mouvement, en el Museo de Arte Moderno de París (mayo-agosto de 1967).  En 1968, con motivo de la exposición Cinética celebrada en la Maison de la Culture de Grenoble (Suiza), mostró por primera vez sus Cromosaturaciones [Chromosaturations].
Recibió el Premio Internacional de Pintura en la Bienal de São Paulo de 1967. Representó a Venezuela en la 35ª Bienal de Venecia en 1970, donde presentó una Inducción Cromática, una Fisicromía y un ambiente cromático: Cromosaturación (1965/1970). Esta exposición reforzó el reconocimiento internacional de Cruz-Diez como una figura destacada en el arte cinético.
La primera obra de arte pública de Cruz-Diez fue temporal, y consistió en 20 cubículos de Plexiglás de color que ocuparon el peatonal Boulevard Saint-Germain de París con motivo de un festival callejero en 1969. El encargo del aeropuerto de Caracas fue seguido de docenas más, incluyendo una escultura para la plaza frente a la embajada de Venezuela en París, así como intervenciones en la sede de la UBS en Zúrich en 1975, una central hidroeléctrica en Venezuela en 1977, una escultura que marca la frontera de Andorra con España en 1991 y la decoración de los caminos que conducen al estadio de béisbol de los Marlins en Miami en 2011.

### 1970: El ciclo de las obras monumentales
Los años 70 ven la consolidación de las obras monumentales. Cruz-Diez siempre destacó que la importancia de la serie de obras Muros Exteriores reside en su aspecto social y no en su aspecto estético. Se trataba de obras participativas con las que el artista pretendía compartir con el público el placer de sus estudios e investigaciones.
Para 1970 las investigaciones del artista están más avanzadas como reflejan las 29 piezas monumentales que realizó en la época entre las que destacan: Ambientación Cromática, Central Hidroeléctrica José Antonio Páez, Santo Domingo, Venezuela, 1973;Ambientación Color Aditivo, piso del Aeropuerto internacional Simón Bolívar, Maiquetía, Venezuela, 1974; Environnement Chromo-cinetique, Sede de la Unión de Bancos Suizos (UBS), Flurpark SBG, Zúrich, Suiza (1975); Cilindros de Inducción Cromática, Puerto de la Guaira, La Guaira, Venezuela (1975); Physichromie Doble Faz, Plaza Venezuela, París, Francia (1976); Ambientación Cromática, Central Hidroeléctrica Simón Bolívar, Guri, estado Bolívar, Venezuela (1977): Ambientación Cromática, Compañía Anónima Venezolana de Navegación (CAVN), Caracas, Venezuela (1979).
De 1972 a 1973, Cruz-Diez ejerce como profesor en la Escuela Superior de Bellas Artes y Técnicas Cinéticas, de París.

### 1980: El desarrollo de un discurso didáctico
Carlos Cruz-Diez comienza a cristalizar la reflexión que ha venido desarrollando desde la década de 1950. Se enfoca en estructurar su corpus y se dedica al ejercicio de la escritura de manera más metódica que antes, embarcándose en la redacción de su libro Reflexión sobre el Color.
Esta década marca, en cierto modo, su deseo de explicar su obra al mundo, junto con el desarrollo continuo de su investigación, que nunca cesó a lo largo de su vida. En 1980, la exposición itinerante Didáctica y Dialéctica del Color, presentada en el Museo de Arte de la Universidad Simón Bolívar en Caracas, ilustra este enfoque.
En 1988, la exposición Die Autonomie der Farbe. Bilder – Plastiken – Objekte aus den Jahren, 1959-1988 en el Museo Josef Albers Quadrat Bottrop en Alemania representa una verdadera consagración para él, posicionándolo en la línea de continuidad de la obra de Josef Albers.
En 1989, se publica la primera edición del libro Reflexión sobre el Color en español.

### 1990: La tecnología digital
En 1995 continúa sus investigaciones , los experimentos que adelanta sobre el color irradiado culminan con la obra Couleur à l’espace. Se inicia en la informática con su obra con Experiencia Cromática Aleatoria Interactiva(1995). Se trata de un programa informático (software) que permite al usuario realizar composiciones de formas y armonías de color, penetrando el espíritu del artista con sus útiles y herramientas de trabajo, tal como lo hace un músico cuando ejecuta la obra de un compositor valiéndose de la partitura que éste escribió.
También realiza 25 obras monumentales entre las que destacan, Inducción Cromática por Cambio de Frencuencia doble faz, Plaza Alonso Gamero, Universidad de los Andes, Mérida, Venezuela (1991); Fisicromía doble faz para Madrid, Parque Juan Carlos I, Madrid, España (1991); Fisicromía Boricua, Jardín botánico, Universidad de Puerto Rico, San Juan, Puerto Rico (1992); Ambientación Cromática, Plaza de la Realidad Virtual, Pabellón de Venezuela, “Exposición Universal de Sevilla 92”, Sevilla España (1992); Induction Chromatique par changement de fréquence, Sede de Ravensburger editorial, Ravensburg, Alemania (1994), Cilindros de Inducción Cromática por cambio de Frecuencia, Silos de Molinos Dominicanos, Puerto Santo Domingo, Santo Domingo, República Dominicana (1994); Inducción Cromática Ecuatoriana, Parque Metropolitano, Quito, Ecuador (1997); Physichromie1349.

### 2000: Reconocimientos
En la primera década de los 2000, Cruz-Diez realizó obras monumentales, celebró exposiciones en museos y galerías, y fue invitado a numerosos eventos, conferencias y charlas como ponente. Logró desarrollar un discurso más preciso y comprensible sobre su obra, lo que resultó en la reedición de Reflexión sobre el Color.
En 2005, su familia fundó el Atelier Cruz-Diez y la Fundación Cruz-Diez, dedicados a la preservación, difusión y promoción del legado artístico y conceptual del artista.
En 2007 crea Pyramide Chromointerférente, una obra que está constituida por una pirámide tridimensional sobre la que se proyecta una trama fija de color aditivo y una trama móvil que genera las interferencias.
En 2009, se publicó la segunda edición de Reflexión sobre el Color.

### 2010: El Maestro
En esta década, en Houston, los celebres ambientes cromáticos  del artista han tuvieron un impacto significativo. Su Cromosaturación fue una de las piezas destacadas en una importante retrospectiva, Color in Space and Time, en el Museo de Bellas Artes de Houston en 2011. Más tarde, en 2018, su Interferencia Cromática Espacial transformó el Buffalo Bayou Cistern. Más recientemente, el Museo de Bellas Artes de Houston encargó una Cromosaturación para el túnel subterráneo que conduce al nuevo edificio Nancy y Rich Kinder, convirtiéndose ahora en una experiencia destacada para los visitantes.
El Maestro es reconocido como un pensador del color cuyo aporte habrá cambiado la percepción del color en el arte.
Así mismo realiza colaboraciones con otros artistas como Liu Bolin (China 1973) en 2016. Publica sus memorias “Recuerdos de lo que me acuerdo” en 2016.  En 2008, dos años antes del 50 aniversario de su llegada a París, Cruz-Diez obtiene la nacionalidad francesa. En 2009 su familia crea en Panamá el taller Articruz. Para 2011 inaugura su exposición retrospectiva Carlos Cruz-Diez. Color in Space and Time en el Museum of Fine Arts (MFAH) de Houston en Estados Unidos, exposición que también viajó a La Pinacoteca de Sao Paulo en Brasil (2011), el Museo de Arte Latinoamericano de Buenos Aires (MALBA) en Argentina (2012) y el Museo Universitario de Arte Contemporáneo (MUAC) en México (2013). 
En el 2012 recibe el grado de Oficial de la Ordre national de la Légion d’honneur en Francia.
En 2013, fue una de las figuras más destacadas de la exposición Dynamo. Un siècle de lumière et de mouvement dans l’art. 1913-2013, Galeries Nationales du Grand Palais, París. En 2014, el artista crea una Ambientación Cromática para la exposición Cruz-Diez. Color espacial, en el Centro Niemeyer, España. En 2016, participa en la muestra Eye Attack. Op Art and Kinetic Art 1950-1970 en el Louisiana Museum of Modern Art, Dinamarca. En la exposición Lumière, Lumières, Cruz-Diez representó a Francia en la Exposición Universal de Dubai (2021).
Su obra forma parte de las colecciones permanentes de museos tales como: Museum of Modern Art (MoMA), Nueva York; Tate Modern, Londres; Centre Georges Pompidou, París; Museum of Fine Arts, Houston; Musée d’Art Contemporain de Montréal; Wallraf-Richartz Museum, Colonia; Museum of Contemporary Art Australia, Sydney, Australia, Satoru Sato Art Museum, Tome, Japón,Musée d’Art Moderne de la Ville de París, entre otros.

### Articruz Panamá y Reconocimiento Internacional (2005-2015)
En 2008, dos años antes del 50 aniversario de su llegada a París, Cruz-Diez obtiene la nacionalidad francesa. En 2009 su familia crea en Panamá el Atelier Articruz. Para 2011 inaugura su mayor exposición retrospectiva Carlos Cruz-Diez. Color in Space and Time en el Museum of Fine Arts (MFAH) de Houston en Estados Unidos, exposición que también viajó a La Pinacoteca de Sao Paulo en Brasil, el Museo de Arte Latinoamericano de Buenos Aires (MALBA) en Argentina y el Museo Universitario de Arte Contemporáneo (MUAC) en México. En el 2012 recibe el grado de Oficial de la Ordre national de la Légion d’honneur.
Su obra forma parte de las colecciones permanentes de museos tales como: Museum of Modern Art (MoMA), Nueva York; Tate Modern, Londres; Centre Georges Pompidou, París; Museum of Fine Arts, Houston; Wallraf-Richartz Museum, Colonia; Musée d’Art Moderne de la Ville de París, entre otros.

### El Museo Carlos Cruz-Diez, el Atelier Cruz-Diez y la Cruz-Diez Foundation
Artículo principal: Museo Carlos Cruz Díez
Para 1996 se inicia la construcción del Museo de la Estampa y el Diseño Carlos Cruz-Diez, inaugurado en 1997. Ese mismo año, el artista es nombrado Presidente del museo y miembro del Consejo Superior de la Fundación Museo de la Estampa y del Diseño Carlos Cruz-Diez, cuyo objetivo es estudiar, difundir, coleccionar y conservar el trabajo de diseñadores y artistas gráficos venezolanos e internacionales relacionados con la estampa y el diseño. En 2005, su familia crea en Houston una fundación sin fines de lucro, la Cruz-Diez Foundation, dedicada a la promoción, conservación, desarrollo y difusión de su legado artístico y conceptual. Ese mismo año se crea el Atelier Cruz-Diez, que continúa realizando la gestión, difusión y conservación de la obra del artista.

### Últimos años y muerte
Cruz-Diez falleció de forma natural el 27 de julio de 2019 en París. Su familia mantiene vivo el legado del maestro, fieles a lo que el propio artista deseaba.

### Exposiciones

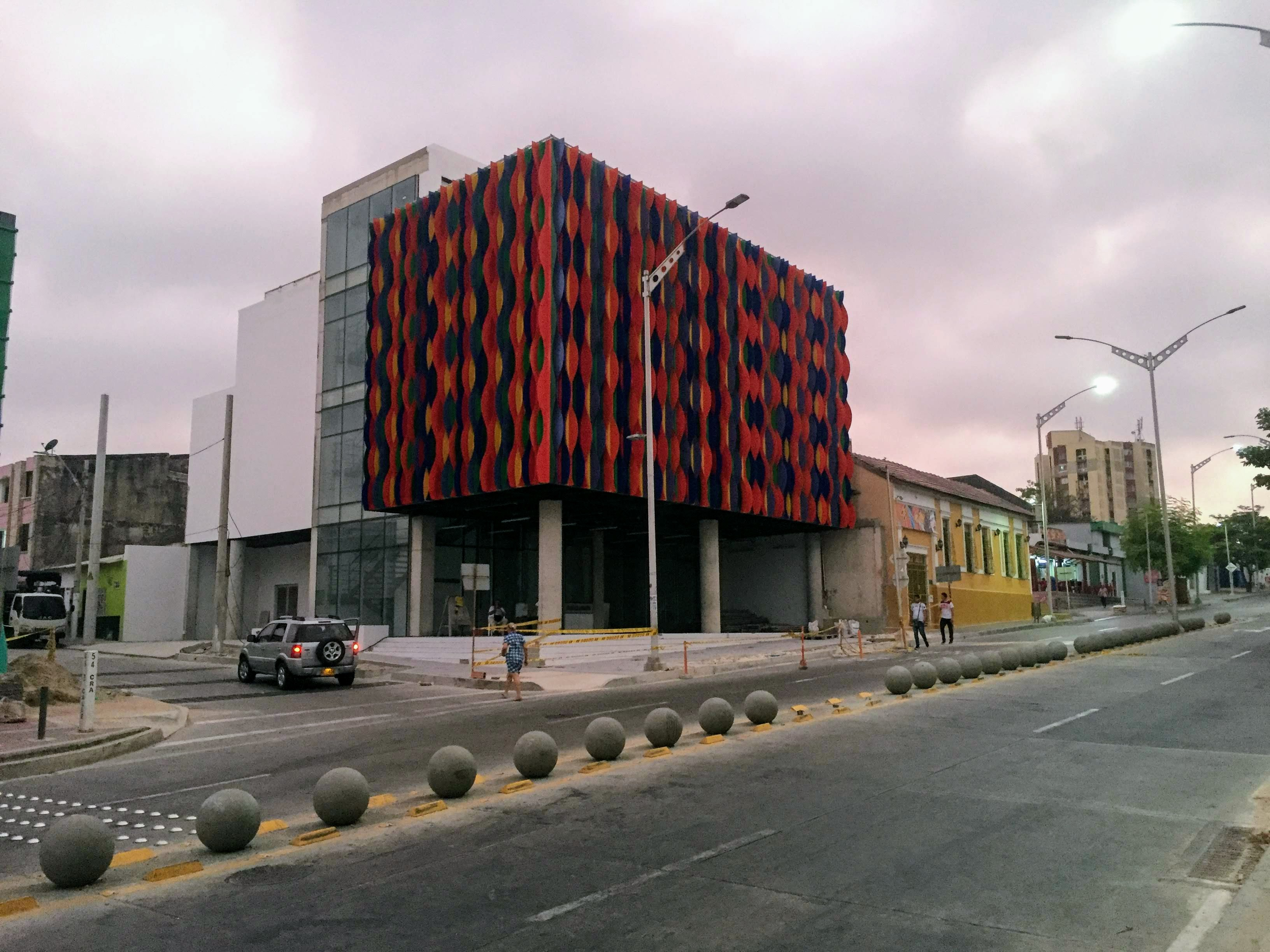
Museo del carnaval de Barranquilla, Colombia (2019).

Entre sus exposiciones individuales y colectivas figuran:
- 1961 Bewogen Beweging, Stedelijk Museum, Ámsterdam, Países Bajos
- 1964 Mouvement 2, Galerie Denise René, París, Francia
- 1965 The Responsive Eye, Museum of Modern Art, Nueva York, Estados Unidos
- 1970 Pabellón de Venezuela, XXXV Biennale di Venezia, Venecia, Italia
- 1988 Carlos Cruz-Diez: Die Autonomie der Farbe, Josef Albers Museum, Bottrop, Alemania
- 2003 Une Tour Eiffel haute en couleurs, Centre Georges Pompidou, París, Francia
- 2004 Inverted Utopias: Avant-garde Art in Latin America, Museum of Fine Arts, Houston, Estados Unidos
- 2007 Lo(s) Cinético(s), Museo Nacional Centro de Arte Reina Sofía, Madrid, España
- 2008 Carlos Cruz-Diez: (In)formed by color, Americas Society, Nueva York, Estados Unidos
- 2009 Carlos Cruz-Diez: El color sucede, Museu d’Art Espanyol Contemporani, Palma de Mallorca, Cuenca, España
- 2010 Carlos Cruz-Diez: The Embodied experience of Color, Miami Art Museum, Miami, Estados Unidos
- 2011 Carlos Cruz-Diez: Color in Space and Time, Museum of Fine Arts, Houston, Estados Unidos
- 2010 Environment Chromatic-Interferences: Interactive Space by Carlos Cruz-Diez, Guangdong Museum of Art, Guangzhou, China
- 2012 Carlos Cruz-Diez: A cor no espaço e no tempo, Pinacoteca do estado, São Paulo, Brasil
- 2012 Carlos Cruz-Diez: El color en el espacio y en el tiempo, Museo Universitario Arte Contemporáneo - MUAC, México, D.F., México
- 2013 Light Show, Hayward Gallery, Londres, Reino Unido
- 2013 La Invención Concreta: Colección Patricia Phelps de Cisneros, Museo Nacional Centro de Arte Reina Sofía, Madrid, España
- 2013 Dynamo. Un siècle de lumière et de mouvement dans l’art. 1913-2013, Galeries nationales du Grand Palais, París, Francia
- 2014 Carlos Cruz-Diez in Black & White Archivado el 8 de agosto de 2014 en Wayback Machine., Americas Society, Nueva York, Estados Unidos
- 2014 La Couleur et le corps (EL color y el cuerpo), Galería Denise René, Paris, Francia[60]

- 2015 Сarlos Cruz-Diez. Didaktik und Dialektik der Farbe, Das Kleine Museum, Weißenstadt, Alemania
- 2016 Carlos Cruz-Diez. Du statique au dynamique, Galerie Denise René - Espace Marais, Paris, Francia
- 2016 Carlos Cruz-Diez. Un être flottant, Galerie Mitterrand, Paris, Francia
- 2017 Carlos Cruz-Diez. Mastering Colour, Puerta Roja, Hong Kong, China
- 2017 Chroma, SCAD Museum of Art, Savannah, Estados Unidos
- 2018 Carlos Cruz-Diez at the Cistern. Spatial Chromointerference, Buffalo Bayou Park Cistern, Houston, Estados Unidos
- 2018 Carlos Cruz-Diez. Luminous Reality, Phillips, Londres, Reino Unido
- 2018 Carlos Cruz-Diez. Color in Motion, Museum für Konkrete Kunst Ingolstadt (MKKI), Ingolstadt, Alemania
- 2018 L'aventure De La Couleur, Centre Pompidou-Metz, Francia
- 2019 Cruz-Diez. Labyrinthus, La Patinoire Royale | Galerie Valérie Bach, Bruselas, Bélgica
- 2021 Lumière, Lumières, Expo 2020 Dubai, France Pavilion, Expo 2020 Dubai, Emirados Árabes Unidos
- 2021 Frieze Sculpture, Regent's Park, Londres, Reino Unido
- 2022 Carlos Cruz-Diez, Environnement de Transchromie Circulaire, Venet Foundation, Le Muy, Francia
- 2022 Carlos Cruz-Diez, El Peso de la Forma, el diseño gráfico de Carlos Cruz-Diez, Sala Mendoza, Caracas, Venezuela
- 2022 Carlos Cruz-Diez, Chromosaturation, Pérez Art Museum Miami (PAMM), Miami, Estados Unidos
- 2022 The Euphoria of Color, Galleria Continua, Dubai, Emirados Árabes Unidos
- 2023 Carlos Cruz-Diez. El Color en movimiento, Málaga, Spain
- 2023 El color en 2 tiempos, Galería de Arte Nacional, Caracas, Venezuela
- 2023 RGB. Los Colores del Siglo. Exposición itinerante con motivo del centenario de Cruz-Diez. Se presentó en el Museo de la Estampa y del Diseño Carlos Cruz-Diez, Caracas, Venezuela, en el Rainbow Space, Shanghái, China, en el Hangaram Art Museum, Seúl, Corea, en el Centro Cultural Bienal das Amazônias, Belém, Brasil, y en el Museo de Arte Costarricense (MAC), Belém, Brasil.
- 2024 Electric Dreams, Tate Modern, Londres, Reino Unido (UK)

## Obra

### Reflexión sobre el Color: Perspectivas sobre la Visión Artística de Cruz-Diez
Publicado en 1989, Cruz-Diez resumió en el libro Reflexión sobre el Color el concepto del color como un fenómeno dinámico y autónomo que evoluciona con la luz y el movimiento, desafiando las visiones tradicionales del color como algo estático.

Además de detallar sus prácticas artísticas, Reflexión sobre el Color profundiza en aspectos teóricos, situando la obra de Cruz-Diez dentro de discusiones más amplias sobre la teoría y percepción del color. 

En los últimos 50 años, he insistido en llevar el color al espacio, sin soporte y sin anécdota, revelándolo en su ambigüedad, como circunstancia efímera, en continua mutación creando realidades autónomas.
Carlos Cruz-Diez

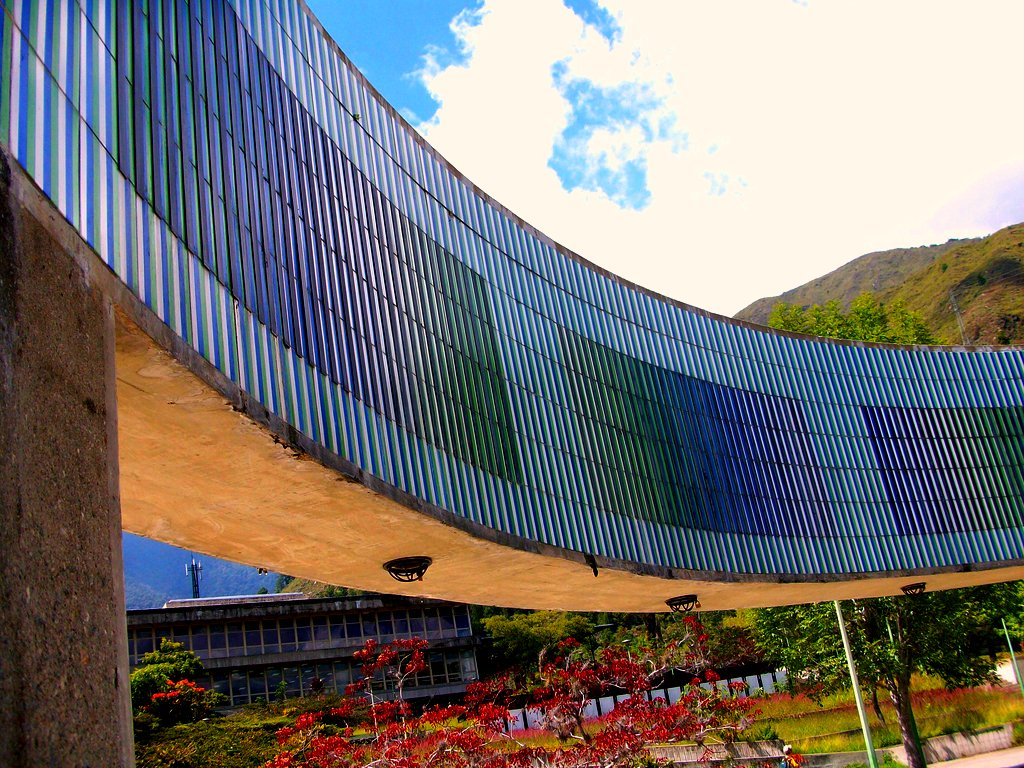
Plaza Cruz-Díez en el «Conjunto Universitario "La Hechicera» de la ULA de Mérida, Venezuela

La mayor parte de sus reflexiones tienen origen en lo que él denomina soportes para acontecimientos cromáticos. Su obra pone en evidencia que el color, al interactuar con el observador, se convierte en un acontecimiento autónomo capaz de evolucionar en el tiempo y el espacio real, sin ningún tipo de anécdota y sin la ayuda de la forma o del soporte.

Por mi trayectoria cromática intento evidenciar el color como una situación efímera, como una realidad autónoma en continua mutación.  Es una realidad porque los acontecimientos tienen lugar en el espacio y en el tiempo real. Sin pasado ni futuro, en un presente perpetuo. Es autónomo porque su puesta en evidencia no depende de la forma o de lo anecdótico, ni siquiera del soporte.
Carlos Cruz-Diez

### Investigaciones
Cruz-Diez ha centrado sus investigaciones en la disociación del binomio forma-color al proponerse liberar el color de la forma. Partiendo de la fragmentación del plano, utiliza módulos de acontecimiento cromáticos (serie de líneas en riguroso orden programado) para evidenciar sus postulados teóricos acerca del color.

El color es un hecho autónomo que existe sin necesidad de la forma.
Carlos Cruz-Diez

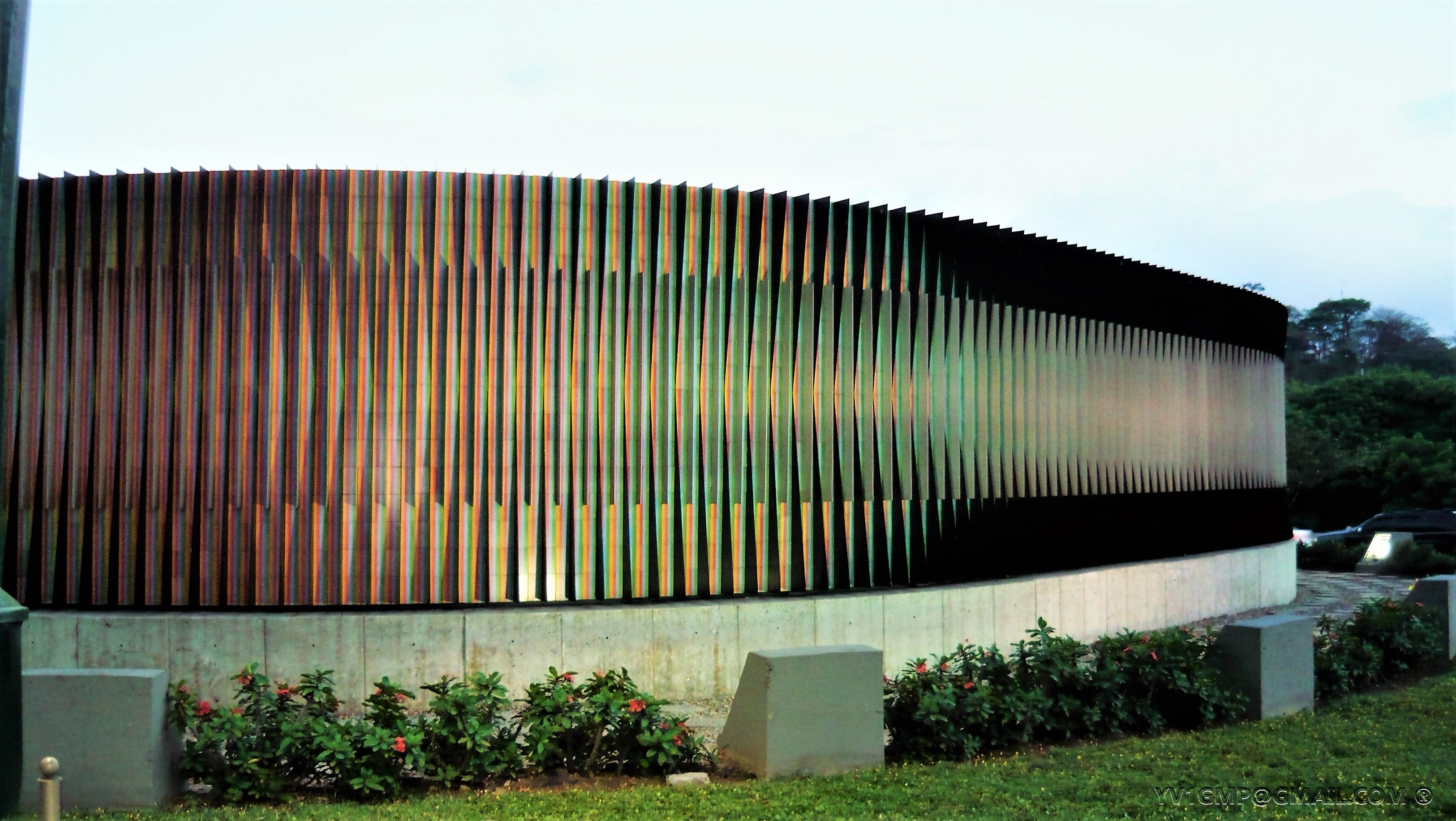
Obra Doble Fisicromía Cóncavo-convexa ubicada en la Plaza Venezuela de Caracas en honor a Andrés Bello.

Así, los rombos y demás formas que aparecen en sus obras, no son convencionales en el sentido tradicional del término; son el resultado de la acumulación de módulos que, por superposición y repetición, generan formas virtuales tales como cuadrados, triángulos, rectángulos u otros.
Establecida su plataforma conceptual en Caracas desde 1959, Cruz-Diez se residenció en París a partir de 1960 con el objetivo de desarrollar y estructurar los diferentes soportes que le permitirían materializar su discurso plástico. Es así que entre 1959 y 1995 realizó ocho investigaciones que evidencian distintos comportamientos del color: 
- Couleur Additive, 1959
- Physichromie, 1959
- Induction Chromatique, 1963
- Chromointerférence, 1964
- Transchromie, 1965
- Chromosaturation, 1965
- Chromoscope, 1967
- Couleur à l’espace, 1993[65]

## Técnicas y tecnologías
A lo largo de su vida, Cruz-Diez trabajó con varios equipos capacitados de ingenieros, técnicos y artesanos. Un aspecto central en el proceso del artista fue el desarrollo de máquinas personalizadas, diseñadas para materializar su visión del color dinámico e interactivo.
Durante su vida y carrera, Cruz-Diez se mantuvo en un proceso constante de mejora, utilizando diversas herramientas y explorando continuamente nuevos materiales y tecnologías.  
El compromiso del artista con la innovación se extendió más allá de la creación inicial de sus obras. Su equipo desempeñó un papel crucial en el mantenimiento y adaptación constantes de sus instalaciones, permitiendo que sus entornos de color dinámico pudieran ser plenamente experimentados por el público.
Los talleres de Cruz-Diez fueron hogar de varios asistentes que se convirtieron en figuras importantes del arte contemporáneo, incluyendo Ariel Jiménez, Manuel Mérida, Carlos Torres y Franz Späth.

### Integración en el espacio urbano y la arquitectura
El interés de Cruz-Diez por los espacios públicos comenzó en 1954 con sus Proyectos Murales Manipulables. Desde entonces, Carlos Cruz-Diez se ha convertido en un maestro de la integración del arte en la arquitectura, con obras en América del Norte, América del Sur, Europa y Asia.
Las obras de Cruz-Diez integradas en espacios públicos y en la arquitectura cumplen un propósito en la medida en que producen una concepción dinámica del espacio, expandiendo el campo de acción de las obras para incluir cualquier elemento arquitectónico o urbano: un suelo, un techo, una puerta, un autobús, una pared pueden convertirse en un evento perceptivo, una situación que involucrará a quienes caminen cerca, tengan o no la intención de interactuar con ella.

Las obras que realizó en el ambiente urbano y en el hábitat, están concebidas como un discurso plástico que se genera en el tiempo y en el espacio, creando situaciones y acontecimientos cromáticos que cambian la dialéctica entre el espectador y la obra. A diferencia de los artistas del Medioevo, del Renacimiento o de los muralistas mexicanos, mis obras no contienen discursos referenciales. Constituyen el soporte de un acontecimiento que evoluciona en el tiempo y en el espacio reales y cambian con el desplazamiento de la luz y la distancia del espectador. Son situaciones autónomas desprovistas de anécdotas, en las que el espectador descubre el color haciéndose y deshaciéndose, sin tiempo pasado ni futuro, en un presente perpetuo.
Carlos Cruz-Diez, París, 1996

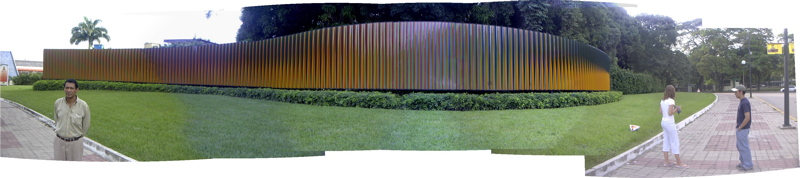
Vista de la obra de Carlos Cruz-Diez, en la avenida Bolívar, Valencia, Venezuela

### Colaboraciones
Carlos Cruz-Diez ha llevado sus conceptos innovadores a la moda en varias ocasiones. Su trabajo en este ámbito muestra su compromiso de fusionar el arte con las experiencias cotidianas, haciendo que sus teorías de color dinámico sean accesibles y atractivas de nuevas maneras.
El artista creó obras aplicadas a la joyería, como pulseras, pendientes y collares. 
En 2014, colaboró con el diseñador de moda Oscar Carvallo, quien creó 35 siluetas cuyas formas, texturas, estampados y detalles fueron concebidos basándose en seis obras de arte.
El artista también colaboró con algunas marcas. En 2015, se unió a Hublot para crear un reloj de edición limitada que integró perfectamente su visión artística en el mundo de la relojería. Esta colaboración resultó en el Hublot Classic Fusion Cruz-Diez, un reloj que encapsula el enfoque dinámico de Cruz-Diez sobre el color y su innovador uso de la luz y el movimiento.
Las colaboraciones de Cruz-Diez con marcas también se han dado en el contexto de la integración de obras monumentales en tiendas: en 2018 inauguró la obra Transcromía Mecánica Aleatoria [Transchromie Mécanique Aléatoire] (2010) en la tienda de Longchamp, en la Quinta Avenida de Nueva York.

“These days, fashion has become very important in the renewing of ideas, of new possibilities, and even new materials.”
Carlos Cruz-Diez, 2014

Carlos Cruz-Diez colaboró con diseñadores de moda y joyería como Hublot, Oscar Carvallo, Chus Burés y Elisabetta Cipriani.

## Condecoraciones

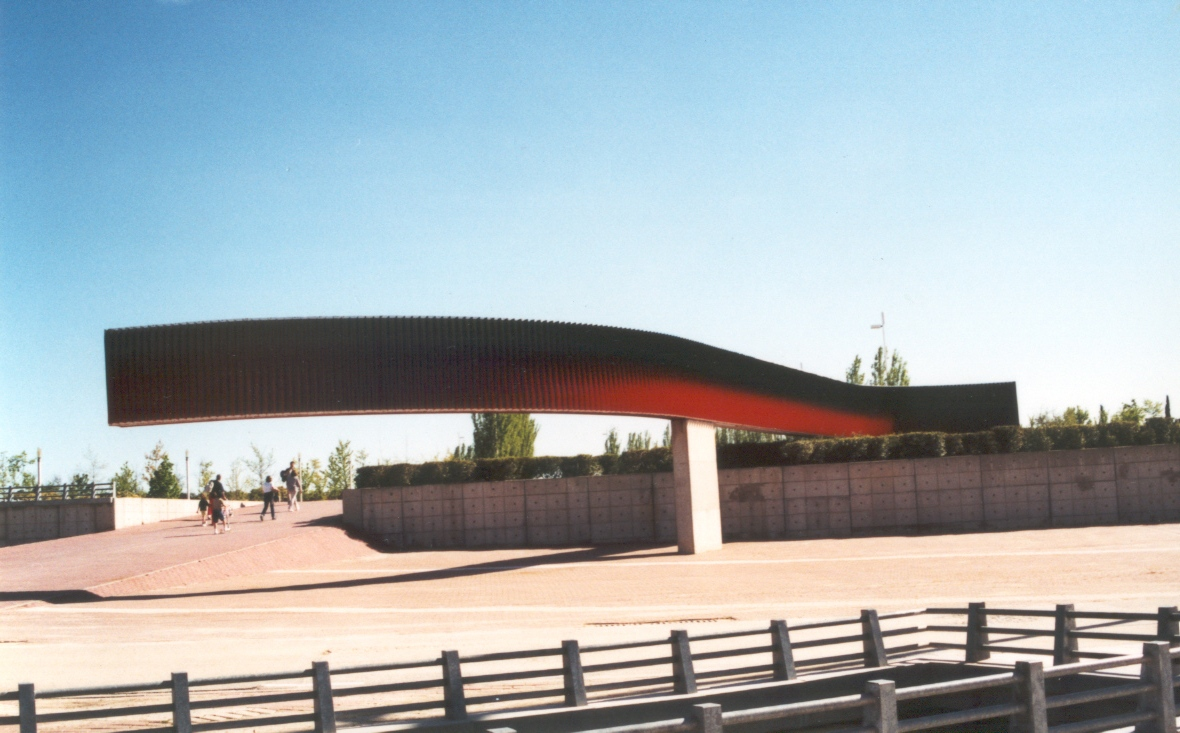
Fisicromía para Madrid (1991), Parque Juan Carlos I, Madrid, España.

- 1966 Gran Premio, III Bienal Americana de Arte, Universidad Nacional de Córdoba, Facultad de Ciencias Exactas, Córdoba, Argentina.
- 1967 Premio Internacional de Pintura, IX Bienal de São Paulo, São Paulo, Brasil.
- 1969 Segundo Premio, Festival Internacional de Pintura, Château-Musée de Cagnes-sur-Mer, Cagnes-sur-Mer, Francia.
- 1971 Premio Nacional de Artes Plásticas, Instituto Nacional de Cultura y Bellas Artes (INCIBA), Caracas, Venezuela.
- 1976 Premio Integración de las Artes, VI Bienal de Arquitectura, Colegio de Arquitectos de Venezuela, Caracas, Venezuela.
- 1981 Orden Andrés Bello, Primera Clase, Caracas, Venezuela.
- 2002 Commandeur de l’Ordre des Arts et des Lettres, París, Francia.
- 2006 Doctor honoris causa, Casa Rectoral, Universidad Simón Bolívar, Caracas, Venezuela.
- 2007 Doctor honoris causa en Arte, Universidad de Los Andes, Mérida, Venezuela.
- 2008 Medalla de Honor de la Ciudad de Marcigny, Marcigny, Francia.
- 2010 Premio AICA 2009, Asociación Internacional de Críticos de Arte, Caracas, Venezuela.
- 2011 Medalla de Oro de la Sociedad de las Américas, Cipriani Wall Street, Nueva York, Estados Unidos. Premio otorgado en el marco del evento 31st Annual Spring Party, organizado por Americas Society.
- 2011 Premio al mejor artista vivo de la feria Estampa 2011, Madrid, España. Premio otorgado en el marco del evento 31st Annual Spring Party, organizado por Americas Society.
- 2012 Ordre National de la Légion d’Honneur, grado Oficial, París, Francia.
- 2012 Medalla Páez de las Artes, Nueva York, Estados Unidos. (VAEA).
- 2012 Premio Penagos de Dibujo, Fundación Mapfre, Madrid, España.

- 2015 Turner Medal, Universidad de la City, Londres, Reino Unido.
- 2016 The International Trebbia Award, Trebbia Foundation, Praga, República Checa.
- 2017 Galardón SCAD deFINE ART, Trustees Theater, Universidad de SCAD, Savannah, Estados Unidos.
- 2018 Human Rights Friendly Personality, International Solidarity for Human Rights, Miami, Estados Unidos.
- 2019 Doctorado honoris causa póstumo al Maestro Carlos Cruz-Diez, Universidad Central de Venezuela, Caracas, Venezuela.
- 2023 Doctorado honoris causa póstumo al Maestro Carlos Cruz-Diez, Universidad Metropolitana, Caracas, Venezuela.